# Les Scélérats
Pour plus de détails, voir Fiche technique et Distribution.
Les Scélérats est un film français réalisé par Robert Hossein, sorti en 1960, adapté du roman éponyme de Frédéric Dard. Robert Hossein joue le principal rôle masculin de son film aux côtés de Michèle Morgan.

## Synopsis
Un couple d'Américains, Thelma et Jess Rooland, sont profondément marqués par le décès de leur fils dans un accident de voiture (à la différence du roman, où ils n'ont pu avoir d'enfant). Ils embauchent une jeune femme comme servante, mais celle-ci vient bouleverser l'équilibre précaire du couple.

## Fiche technique
- Titre : Les Scélérats
- Réalisation : Robert Hossein
- Scénario : Frédéric Dard et Robert Hossein, d'après le roman éponyme de Frédéric Dard
- Image : Jacques Robin
- Décors : Bernard Evein, Jacques Saulnier
- Son : Antoine Archimbaud
- Musique : André Hossein ; André Lafosse (chef d'orchestre)
- Montage : Louisette Hautecoeur
- Cadreur : Alain Douarinou
- Assistants opérateur : René Guissart, Yann Le Masson
- Assistant réalisateur : Tony Aboyantz
- Photographe de plateau : Roger Corbeau
- Directrice de production associée : Margot Capelier
- Sociétés de production : Les Films Marceau-Cocinor, Les Productions Francis Lopez
- Distribution : Cocinor
- Pays d'origine :  France
- Langue : Français
- Genre : Drame
- Durée : 95 minutes
- Date de sortie : 9 mai 1960
- Affiches : Gilbert Allard, Jouineau Bourduge (France)

## Distribution
- Michèle Morgan : Thelma Rooland
- Robert Hossein : Jess Rooland
- Perrette Pradier : Louise Martin
- Jacqueline Morane : Adeline Martin
- Olivier Hussenot : Arthur Martin
- Alice Sapritch : l'invitée qui complimente Thelma
- Frank Latimore : Ted
- Paul Bisciglia
- Donald O'Brien
- Robert Porte
- Pierre Roussel
- Georges Ivanov : la voix du commentaire
- Barbara Brandt
- Ivan Dominique
- Jacqueline Fontel
- Evelyne Lacroix (sous le pseudo de Cady Muller) : une invitée
- Roland Monk
- Kate Noelle
- Lucas Stanley
- Joan Tyson
- Van Wayne
- Ingrid Weiss

## Appréciation
« Les Scélérats, c'est surtout la rencontre de Michèle Morgan et de Robert Hossein, plongés dans une de ces ténébreuses histoires qu'affectionne Frédéric Dard »

— L'Express, 1975

« À force de rechercher la stylisation, Hossein réussit le film le plus abstrait qu'on ait vu depuis Le Droit à la vie (1917) »

— Cahiers du cinéma n°108, juin 1960